# Musée diocésain (Sienne)

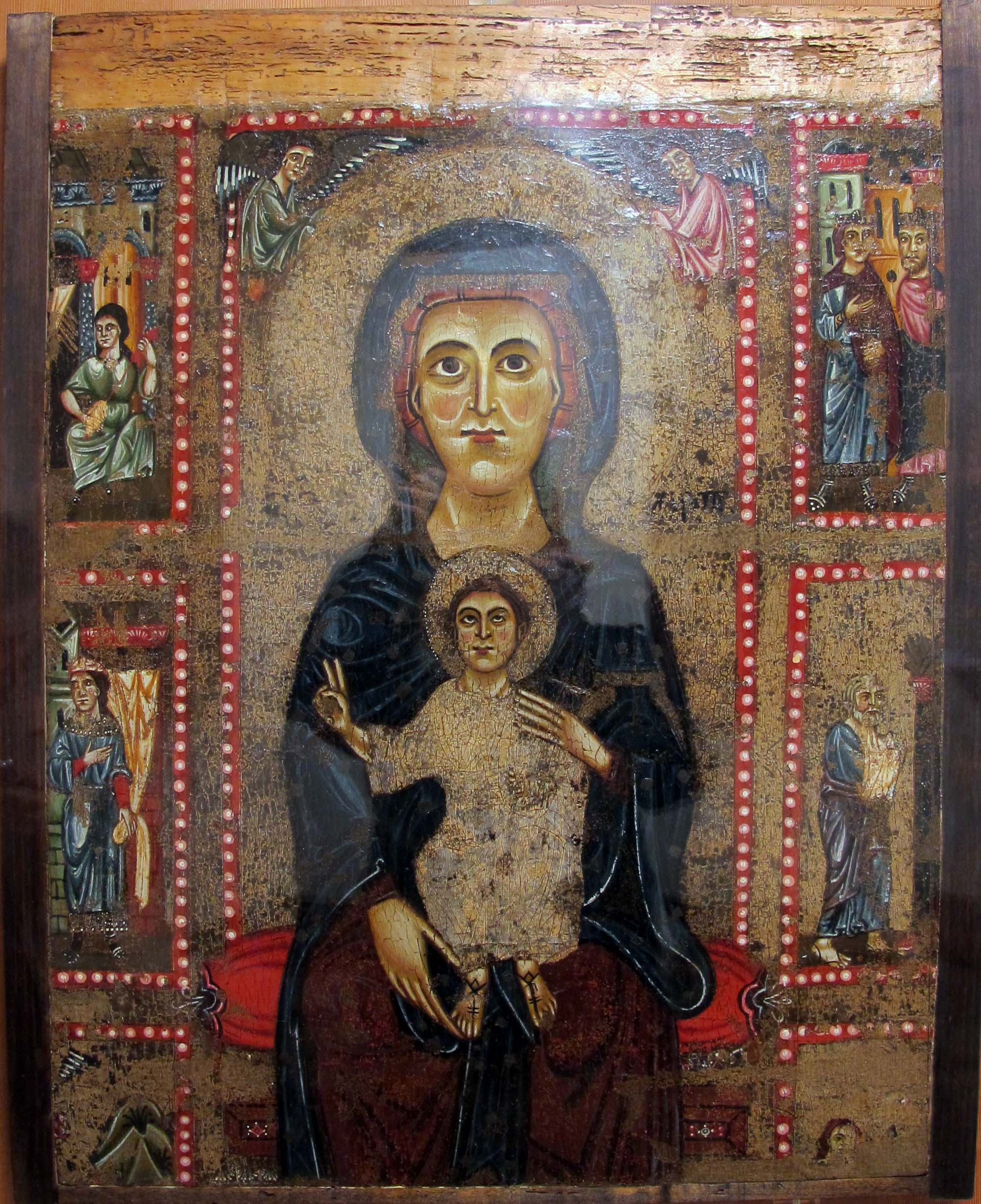
Madone de Tressa.

Le Musée diocésain de Sienne est installé dans l'oratoire de la Compagnie de Saint Bernardin jouxtant la basilique Saint-François accessible depuis son parvis.
Il rassemble des œuvres d'art sacré des grands noms de l'école siennoise.

## Collections

### Peinture
- Alessandro Casolani, Andrea CGallerani en prière, Saint Gallerani donnat du pain aux pauvres, Madone, Pietà,
- Ambrogio Lorenzetti, Vierge allaitant, Christ rédempteur bénissant, saint avec livre et sceptre,
- Andrea di Bartolo, Vierge à l'Enfant,
- Andrea di Niccolò (it) Vierge à l'Enfant avec saint Jean baptiste et saint Jérôme,
- Andrea Vanni, Vierge allaitant, Maestà et un donateur,
- Annibale Mazzuoli (it), Sainte Famille, Pietà, Les Saints Gérard et Louis,
- Arcangelo Salimbeni, Cena, Prière au jardin,
- Bartolomeo Bulgarini, Maestà avec quatre anges,
- Bartolomeo Neroni, Pietà, Saint Ansanus portant la « balzana »,
- Beccafumi, Christ portant la croix,
- Francesco di Giorgio Martini, Madone et deux anges
- Giovanni di Paolo, crucifix peint,
- Girolamo di Benvenuto, Madone,
- Ilario Casolano, Madone du rosaire
- Il Rustico, Madone,
- Luca di Tommè, Saint Pierre
- Maestro del desco Chigi Saracini, Madone en desco da parto
- Maestro di Tressa (it), Madone de Tressa, dossale
- Matteo di Giovanni, retable de San Pietro a Ovile, Pietà,
- Naddo Ceccarelli, Vierge allaitant
- Niccolò di Buonaccorso, Saint André à Montecchio
- Paolo di Giovanni Fei, polyptyque de l'oratoire
- Pellegrino di Mariano Rossini (1449-1492), Christ au sépulcre et pleureurs
- Pietro Lorenzetti, Christ ressuscité
- Rutilio Manetti, Dieu le père, Saint jean baptiste,
- Sano di Pietro, Saint Georges du retable de San Cristoforo, Madone, Saint Christophe, Sainte Lucie,
- Santi di Tito, Pietà
- Segna di Bonaventura, Madone
- Le Sodoma, Christ en croix en trinité (dit Trône de grâce) avec les saints Michel et Donat, Vierge de miséricorde
- Taddeo di Bartolo, Saint Louis de Toulouse,
- Vecchietta, Lamentations sur le Christ mort,
- Diverses œuvres de peintres anonymes

### Sculpture
- Jacopo della Quercia, Madone
- Urbano da Cortona (it), Pietà
- Vecchietta, Pietà